# Alergen

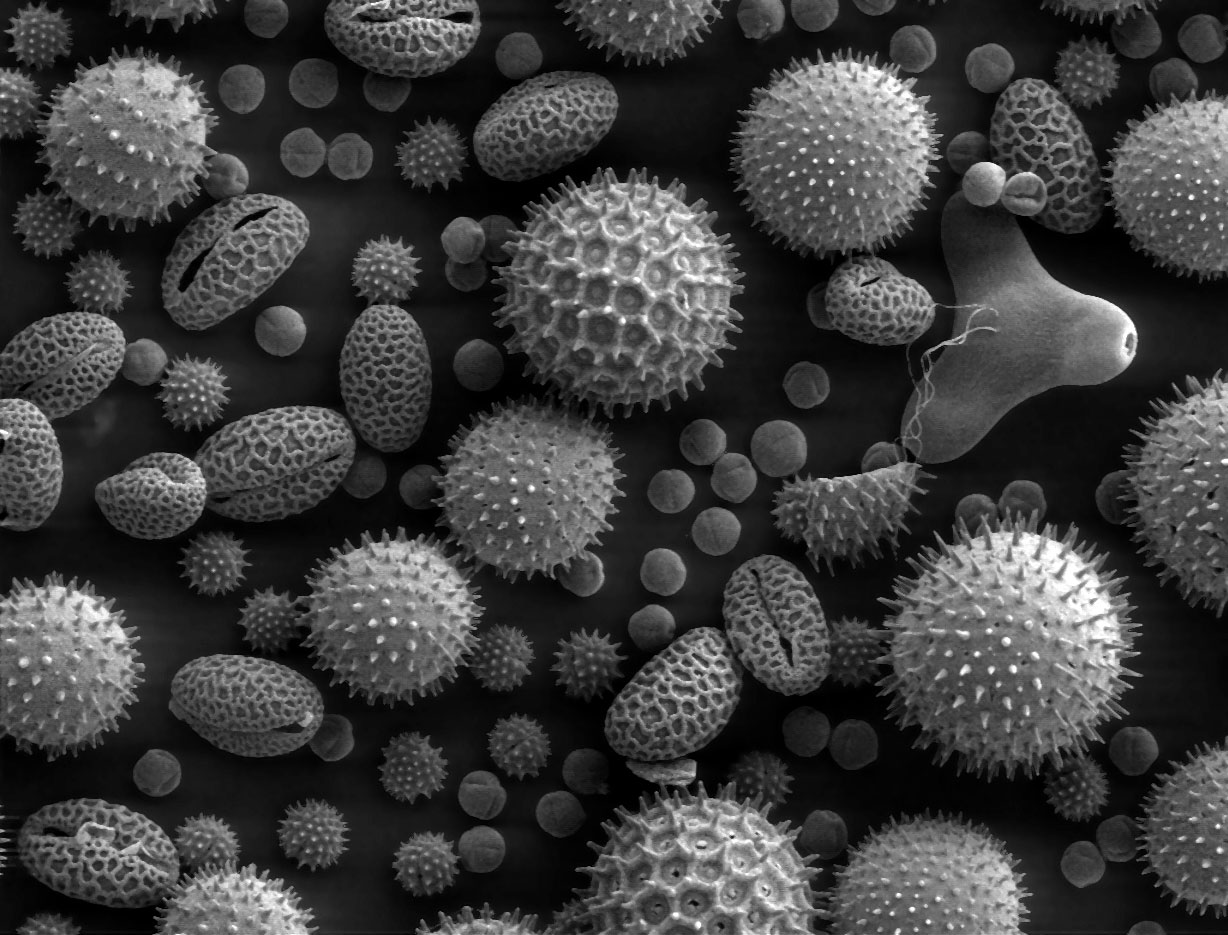
Różnorodne pyłki roślinne

Alergen – każdy antygen zewnątrzpochodny wywołujący reakcję alergiczną (uczuleniową, zależną od przeciwciał IgE lub niezależną od nich). Alergeny nie posiadają wspólnej budowy chemicznej i strukturalnej. Mogą to być substancje pochodzenia roślinnego i zwierzęcego, a także różne proste związki chemiczne o charakterze haptenów, na przykład leki. Większość alergenów jest białkami lub glikoproteinami o masie cząsteczkowej od 10 kDa do 40 kDa (znane są również alergeny o masie mniejszej tj. 3 kDa. i większej do 100 kDa). Wielkość cząsteczek alergenu determinuje jego immunogenność i zdolność do przenikania przez błonę śluzową.

## Typologia
Alergeny dzielimy na:
- wziewne (aeroalergeny, inhalacyjne) – są to alergeny występujące w powietrzu, które dostają się do organizmu drogą wziewną. Należą do nich czynniki o właściwościach alergogennych występujące w pomieszczeniach zamkniętych (tj. kurz, czyli wszystko to co wchodzi w jego skład: szczątki roślin, roztocze, szczątki zwierząt, karaluchów, grzybów pleśniowych – potoczne pleśni) oraz alergeny występujące w środowisku zewnętrznym (tj. ziarnka pyłków roślin, zarodniki grzybów pleśniowych);
- pokarmowe – czyli substancje o budowie białkowej zawarte w pokarmach roślinnych lub zwierzęcych, które dostają się do naszego organizmu razem z pokarmem, np. owoalbumina (albumina jaja kurzego) i po spożyciu wywołują niepożądane reakcje kliniczne. Około 220-250 milionów ludzi na całym świecie może mieć alergię pokarmową[2];
- kontaktowe – wywołujące reakcję alergiczną po bezpośrednim zetknięciu ze skórą osoby uczulonej. Do tej grupy alergenów należą na przykład lateks, niektóre metale (nikiel, chrom), a także substancje zapachowe, dodatki do gumy, formaldehyd, parafenylenodiamina, konserwanty kosmetyków, środki odkażające, tworzywa sztuczne.
- leki, szczególnie antybiotyki beta-laktamowe (penicyliny, cefalosporyny, sulfonamidy), kwas acetylosalicylowy i inne niesteroidowe leki przeciwzapalne oraz kuraropochodne leki stosowane w anestezji. Niepożądane reakcje lekowe występują u prawie 1/10 światowej populacji i u prawie 20% wszystkich chorych hospitalizowanych. Ponad 10% skutków ubocznych stanowią nieprzewidywalne reakcje nadwrażliwości[2].

Ze względu na okres ekspozycji alergeny dzieli się na:
- sezonowe (pyłek roślin, grzyby pleśniowe)
- całoroczne (roztocze kurzu domowego, alergeny zwierząt domowych).

## Nomenklatura
Alergeny nie wykazują szczególnych podobieństw, nie można więc określić, czy dana substancja może być alergenem, czy nie. Stosuje się natomiast ujednolicone nazewnictwo alergenów – opracowane przez Podkomitet Nazewnictwa Alergenów Międzynarodowej Unii Towarzystw Immunologicznych – składające się z trzech członów:
- skrót nazwy rodzajowej organizmu, z którego pochodzi alergen (pierwsze trzy litery nazwy rodzajowej)
- skrót nazwy gatunkowej tego organizmu (pierwsza litera nazwy gatunkowej)
- liczba arabska oznaczająca konkretny antygen danego organizmu (zwykle według kolejności odkrycia danego alergenu). W przypadku istnienia kilku izoform alergenu do liczby dodaje się kolejne małe litery alfabetu łacińskiego (przykład: Der p 1 oznacza antygen nr 1 wyizolowany z Dermatophagoides pteronyssinus). Zwykle antygeny najsilniej uczulające są oznaczone cyfrą 1 i noszą nazwę alergenów głównych, czyli takich, które uczulają ponad 50% pacjentów danej grupy. Der p 1 jest antygenem głównym, gdyż u ponad 50% pacjentów uczulonych na kurz stwierdza się także uczulenie na ten właśnie alergen. Alergeny uczulające mniej niż 50% osób w danej grupie są nazywane alergenami słabymi[5] (lub alergenami mniejszymi[6]).

## Najczęściej uczulające alergeny
Najczęściej spotykane alergeny to:
- dym papierosowy i smog. W skład smogu miejskiego wchodzi kurz o silnym potencjale alergizującym, podejrzewa się także udział węglowodorów aromatycznych, obecnych także w dymie papierosowym i odpowiedzialnych za jego właściwości alergogenne.
- roztocze – szczególnie alergogenne są gatunki z rodzajów Dermatophagoides oraz Euroglyphus. Alergeny pochodzące z roztoczy to enzymy jelitowe obecne w ich odchodach (grupa 1 alergenów roztoczy) oraz białka tkanek (grupa 2 alergenów roztoczy).
- kurz – jego potencjał alergizujący jest często związany z istnieniem w nim roztoczy, ich odchodów lub fragmentów tkanek. Gatunkiem odpowiedzialnym zwykle za alergiczne właściwości kurzu jest Dermatophagoides pteronyssinus.
- pyłki roślin wywołujące alergię szczególnie często i występujące w polskim klimacie w okresie od marca do października, głównie pyłki drzew wiatropylnych (np. brzozy, olchy, wierzby, topoli, dębu), traw i zbóż (rośliny uprawne z rodziny traw) oraz chwastów (bylicy, komosy, pokrzywy zwyczajnej, babki lancetowatej). W Polsce zdecydowanie częściej uczulają trawy i chwasty niż pyłki drzew, co związane jest z powszechnością tego typu roślinności i dłuższym okresem pylenia.
- sierść zwierzęca – najsilniejsze właściwości uczulające wykazują alergeny kota (ponad 50% uczulonych na alergeny zwierzęce[7]). W dalszej kolejności wymienia się alergeny psa, świnki morskiej, myszy i królika – wszystkie zawarte są tak w sierści i złuszczonym naskórku, jak i w wydzielinach (ślina) i wydalinach (mocz i kał) tych zwierząt.
- jad owadów błonkoskrzydłych – powoduje reakcje miejscowe, to znaczy dotyczące tkanek skórnych (duża reakcja miejscowa w okolicy użądlenia, czyli o średnicy większej niż 10 cm i trwająca dłużej niż 24 godziny), oraz ustrojowe. Łagodne reakcje ustrojowe mogą ograniczać się jedynie do skóry (jako nagły rumień twarzy, pokrzywka, obrzęk naczynioruchowy). Cięższe reakcje ogólnoustrojowe mogą wywoływać skurcz oskrzeli, obrzęk krtani i obniżenie ciśnienia tętniczego (anafilaksja), co bezpośrednio grozi śmiercią. Reakcje śmiertelne występują u prawie 50% osób, u których nie udokumentowano wcześniejszej reakcji układowej[2];
- alergeny pokarmowe – przede wszystkim: alergeny mleka krowiego, jaja, ryb i skorupiaków, soi i pszenicy, orzechów, a szczególnie orzeszków ziemnych[8]
- grzyby mikroskopijne – grzyby z rodzaju Alternaria i Cladosporium, a w dalszej kolejności Penicillium i Aspergillus są najważniejszym źródłem alergenów pleśniowych. Najczęstszą przyczyną uczuleń są alergeny gatunku Alternaria alternata, chociaż u większości chorych współistnieje nadwrażliwość na alergeny kilku gatunków grzybów[9]. Zazwyczaj obserwuje się występowanie objawów przez cały rok z wyraźnym nasileniem w okresie letnim i jesiennym. Związane jest to z cyklem występowania zarodników grzybów w powietrzu.
- pasożyty, na przykład owsik.

## Alergeny reagujące krzyżowo
Fragmentami budowy antygenów są epitopy, czyli determinanty antygenowe łączące się bezpośrednio z przeciwciałem. Alergeny mają charakter wieloważny. Oznacza to, że jeden alergen posiada wiele (od kilku do kilkudziesięciu) epitopów rozpoznawanych przez układ immunologiczny. O reaktywności krzyżowej mówimy, gdy jedno przeciwciało (lub receptor komórki T) reaguje z dwoma alergenami. Dzieje się tak, gdy dane antygeny posiadają epitopy identyczne lub o bardzo zbliżonej budowie. Wówczas przeciwciała swoiste IgE nie rozpoznają różnic pomiędzy nimi. Do reakcji krzyżowej dochodzi, gdy alergen inny, niż ten, który wywołał uczulenie, powoduje reakcję alergiczną. Za taką reaktywność krzyżową odpowiedzialna jest sekwencja aminokwasów i homologia sekwencji białek antygenów. Wystąpienie reakcji krzyżowej uznawane jest za wysoce prawdopodobne, gdy homologia sekwencji białek sięga 70%. Przy homologii nieprzekraczającej 50% reakcja krzyżowa uważana jest za rzadką. Homologia białek może dotyczyć zarówno gatunkowo spokrewnionych alergenów (między pyłkami różnych roślin czy rodzajami roztoczy), jak i niespokrewnionych (na linii rośliny – warzywa/ owoce).
Najczęściej obserwuje się przypadki:
- cierpiących na alergie na pyłek brzozy (olchy/leszczyny) z jednoczesnym uczuleniem na jabłka, morele, wiśnie, czereśnie, seler, marchew i pietruszkę
- osób uczulonych na trawy z towarzyszącym uczuleniem na melony, arbuzy, pomidory, soję i pomarańcze
- pacjentów z uczuleniem na bylicę z równoległym uczuleniem na banany i arbuzy
- chorych uczulonych na lateks z objawami alergii po spożyciu bananów, fig, awokado i kiwi
- osób uczulonych na sierść kota reagujących również na wieprzowinę
- alergików nadwrażliwych na trawy z jednoczesnym uczuleniem na pomidory, melona, pietruszkę, soję, imbir, tymianek i orzeszki ziemne[12].

## Rola alergenów w reakcji alergicznej
Alergeny powodują swoistą nadwrażliwość organizmu (alergię) u osób o osobniczej predyspozycji do alergii – tzw. skaza atopowa. Posiadają zdolność pobudzania organizmu do produkcji swoistych przeciwciał IgE lub komórek swoiście reagujących na określony alergen. W przypadku pierwszego kontaktu osoby z uczulającym czynnikiem (poprzez połknięcie czy wdychanie) alergen zostaje rozpoznany przez makrofagi – komórki licznie występujące w skórze i błonach śluzowych, będące podstawą obrony immunologicznej organizmu. Informacja o zetknięciu się z alergenem zostaje przekazana limfocytom B, które po przekształceniu się w plazmocyty wytwarzają immunoglobuliny typu E (IgE) – ostatecznie odpowiedzialne za reakcję alergiczną. Przeciwciała IgE są specyficzne dla danego alergenu i występują wyłącznie u osobników uczulonych na daną substancję. W wyniku powtórnego kontaktu z danym antygenem przeciwciała IgE wiążą się z mastocytami w skórze i błonach śluzowych, a następnie przechwytują alergen. Przyłączenie alergenu do wytworzonych w organizmie przeciwciał powoduje degranulację (uwolnienie małych granulek zawierających substancje chemiczne – głównie histaminę – odpowiedzialne za rozwój stanu zapalnego) mastocytów i bazofili (leukocytów). Tą drogą dochodzi do rozwoju odpowiedzi zapalnej na kontakt z alergenem. Może ona przybierać różne formy – w zależności od zajętego narządu (np. nos – katar sienny, oko – alergiczne zapalenie spojówek, skóra – pokrzywka). Uczulenie na poszczególne alergeny wykrywają testy skórne (testy punktowe, testy śródskórne, testy płatkowe), badania na obecność swoistych przeciwciał (testy RAST, RIA, FEIA), oraz prowokacje alergenowe.

## Choroby alergiczne wywoływane przez alergeny
Reakcja zapalna na kontakt z alergenem może przybrać różne postacie kliniczne, między innymi:
- alergiczny nieżyt nosa – zespół objawów (wyciek wodnistej wydzieliny, świąd, upośledzenie drożności nosa, kichanie, zaburzenia węchu) wywołanych przez alergiczny proces zapalny toczący się w błonie śluzowej nosa głównie jako rekcja na kontakt z alergenami wziewnymi – całorocznymi i/lub sezonowymi
- alergiczne zapalenie spojówek – wielopostaciowe schorzenie rozwijające się na podłożu reakcji alergicznej w obrębie spojówki oka – niekiedy także skóry powiek, a w najgroźniejszej postaci rogówki – dające głównie objawy przekrwienia i obrzęku spojówek, łzawienia i świądu będące efektem przedostania się alergenu (np. pyłek roślinny, lek, roztocze) do worka spojówkowego
- astma oskrzelowa – przewlekła choroba zapalna dróg oddechowych, gdzie proces zapalny toczy się w obrębie błony śluzowej drzewa oskrzelowego i jest przyczyną nadreaktywności oskrzeli, co skutkuje powstaniem świszczącego oddechu, duszności i kaszlu. Do jej rozwoju przyczyniają się alergeny pyłków roślin, kurzu domowego, pleśni, odzwierzęce, a także zanieczyszczenia i dym papierosowy obecne w powietrzu.
- pokrzywka i obrzęk naczynioruchowy – zaburzenia w mikrokrążeniu skóry polegające na rozszerzeniu naczyń i zwiększeniu ich przepustowości z wtórnym pojawieniem się agregatów białkowych w skórze właściwej, obrzękiem włókien kolagenowych i rozszerzeniem naczyń brodawek skórnych (w przypadku przenikania przekaźników do powierzchniowych warstw skóry powstaje bąbel pokrzywkowy, a do tkanki podskórnej i skóry właściwej – obrzęk naczynioruchowy). Mogą wywołać je alergeny pokarmowe i dodatki do żywności, leki, alergeny kontaktowe (np. sierść kota) i pyłki roślin (a zwłaszcza przypominające je alergeny zjadanych owoców czy warzyw – zespół alergii jamy ustnej);
- atopowe zapalenie skóry – najczęstsza choroba zapalna skóry o zróżnicowanym spektrum klinicznym, zwykle rozpoznawana we wczesnym dzieciństwie, której towarzyszą zaburzenia funkcjonowania układu immunologicznego oraz zmiany w fizjologii i budowie skóry. W patogenezie AZS główną rolę odgrywają alergeny pokarmowe, ale też alergeny powietrznopochodne (roślinne, odzwierzęce, kurzu i pleśni, pochodzenia grzybiczego i bakteryjnego).
- alergiczny wyprysk kontaktowy – zmiany skórne powstałe w wyniku reakcji alergicznej typu komórkowego, w których wykwitem pierwotnym jest grudka wysiękowa i pęcherzyk, przebiegające ze świądem i ulokowane na skórze najczęściej stykającej się z alergenem (np. lekiem, gumą czy niklem)
- wstrząs anafilaktyczny – ciężka, zagrażająca życiu, ogólna reakcja nadwrażliwości na alergen (np. leki, lateks, pokarm, jad owadów), która manifestuje się:
  - ze strony skóry: pokrzywką i obrzękiem naczynioruchowym
  - ze strony układu oddechowego: dusznościami i świstami wdechowymi (tzw. stridor)[17]
  - ze strony układu krążenia: spadkiem ciśnienia krwi i przyspieszeniem czynności serca
  - ze strony układu pokarmowego: kurczowymi bólami brzucha i wymiotami
  - ze strony układu nerwowego: zasłabnięciem i utratą przytomności.

Objawy anafilaksji pojawiają się w ciągu kilku minut po kontakcie z antygenem. Może dojść do ich nawrotu po 4–12 godzinach.

## Profilaktyka antyalergenowa i leczenie
Pierwsze obowiązujące w Europie zalecenia natury prewencyjnej odnoszą się do dzieci wysokiego ryzyka niemających jeszcze objawów alergii i polegają na:
- karmieniu piersią
- eliminowaniu z diety silnych alergenów pokarmowych, a zwłaszcza mleka krowiego i białka jaj
- eliminowaniu ze środowiska domowego alergenów roztoczy i naskórka zwierząt
- eliminowaniu ze środowiska domowego dymu tytoniowego.

Dwa ostatnie zalecenia obowiązują bezwzględnie w wieku późniejszym – u dzieci starszych i osób dorosłych. Największe znaczenie praktyczne ma eliminacja z diety pokarmów uczulających – skuteczna u dzieci i u ok. 20% dorosłych atopików. Natomiast korzyści płynące z eliminacji alergenów domowych są dyskusyjne. Dzieje się tak dlatego, że kurz domowy jest bogaty nie tylko w roztocza, ale i w inne alergeny (zarodniki pleśni, pióra, naskórek zwierząt, karaluchy) oraz spotyka się go nie tylko w domach, lecz także w pomieszczeniach biurowych, szkołach, salach zabaw itd.
W terapii chorób alergicznych wywołanych aktywnością alergenów kluczową rolę odgrywają:
- leczenie przyczynowe – immunoterapia swoista stosowana w chorobach atopowych w razie niemożności eliminacji alergenu. Wówczas podejmuje się próbę uzyskania niewrażliwości na czynnik uczulający na drodze tzw. odczulania swoistego. Polega ono na kontrolowanym podawaniu pacjentowi stopniowo zwiększanych dawek alergenu aż do momentu, gdy organizm chorego przestaje na niego reagować.
- leczenie objawowe – stosowane powszechnie i z dużą doraźną skutecznością, zwłaszcza wśród pacjentów uczulonych na alergeny wziewne. Lekami pierwszego rzutu w terapii alergii są leki przeciwhistaminowe drugiej generacji, jak bilastyna, desloratadyna czy lewocetyryzyna. W odróżnieniu od leków przeciwhistaminowych I generacji, preparaty nie oddziałują na ośrodkowy układ nerwowy i nie wpływają na sprawność psychomotoryczną pacjentów. Wynika to z faktu, że cechuje je wyższe powinowactwo do receptora histaminowego H1 (bilastyna podawana pacjentom z alergicznym nieżytom nosa, alergicznym zapaleniem spojówek i pokrzywką ma pięciokrotnie większe powinowactwo do HR1 niż feksofenadyna i trzykrotnie większe niż cetyryzyna)[22]. Natomiast w przypadku astmy oskrzelowej można monitorować jej ewolucje, podając systematycznie kromoglikan i nedokromil sodowy, preparaty teofiliny o przedłużonym działaniu, antagonisty leukotrienów oraz krótko i długo działające sympatykomimetyki lub aerozole steroidowe[19].